# Kaloň malajský
Kaloň malajský (Pteropus vampyrus), nazývaný také kaloň jedlý nebo upír jedlý, je mohutný býložravý letoun z čeledi kaloňovití, který se vyskytuje v nížinatých lesích jihovýchodní Asie. S rozpětím křídel k 1,7 m se jedná o jednoho z největších létajících savců.

## Systematika
Kaloň malajský byl popsán již v 10. vydání Systema Naturae švédského přírodovědce Carla Linného jako Vespertilio vampyrus. Holotyp druhu pochází z Jávy. Druhové jméno vampyrus je odvozeno ze slovanského wampir, čili „krvesající démon nebo duch“ (původně se mělo za to, že tento kaloň saje krev).
Na základě fylogenetické studie využívající mitochondriální DNA byl za nejbližšího příbuzného kaloně malajského určen kaloň rodrigueský (Pteropus rodricensis). Kaloň malajský je řazen do rodu Pteropus, přesněji do skupiny vampyrus, kterou tvoří několik dalších druhů afroasijských kaloňů.

## Popis

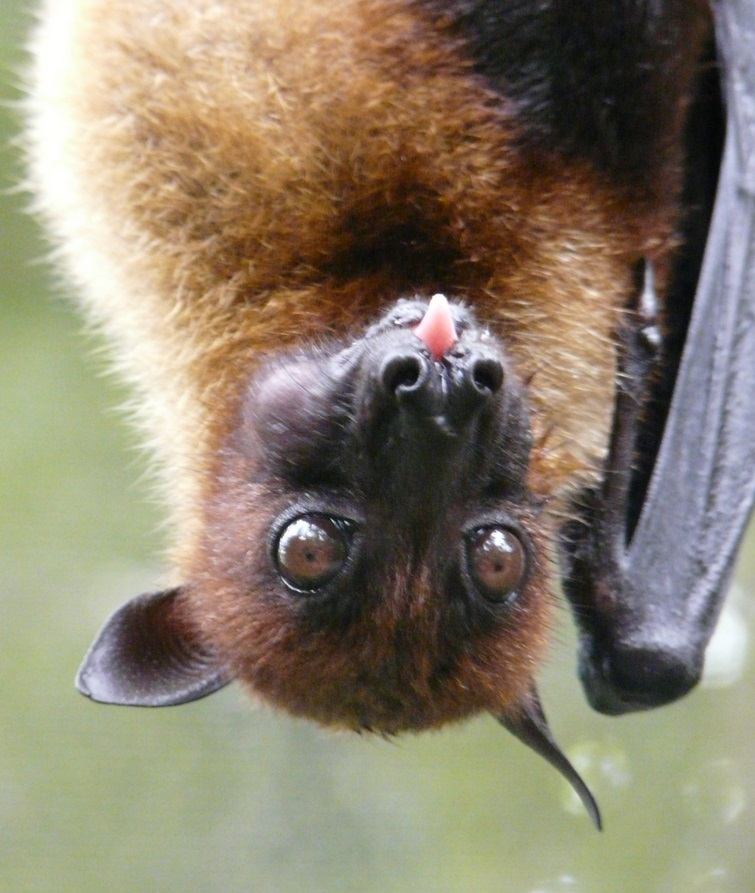
Detail hlavy

Jedná se o jednoho z největších letounů na světě. Váží 0,65–1,1 kg, rozpětí křídel dosahuje 1,5 m, u největších jedinců až 1,7 m. Délka předloktí se pohybuje mezi 185–200 mm. Barva srsti se může mírnit lišit podle věku a pohlaví. Hřbet je černý s šedým proužkováním. Šíje a zadní část hlavy jsou oranžovohnědé a ostře oddělené od černých zad. Srst po stranách hlavy a přední části krku jsou červenohnědé až černé a postupně přechází do černohnědé hrudi. Nedospělí jedinci jsou světle šedohnědí. Stejně jako pro ostatní zástupce rodu Pteropus, i pro kaloně malajského je typický tvar čumáku připomínající psa nebo kočku. Ocas chybí, uši jsou dlouhé a zašpičatělé. Srst na šíji je delší než na zbytku těla. Srst bývá o něco tužší u samců. Zubní vzorec je I 2/2, C 1/1, P 3/3, M 2/3, tedy 34 zubů.

## Oblast rozšíření
Je rozšířen v jihovýchodní Asii od Malajského poloostrova přes ostrovy Indonésie až na Filipíny. Preferuje nížinaté lesy do nadmořské výšky 1250 m n. m. Vyskytuje se jak v primárním, tak v sekundárním lese, na plážích, v mangrovních podrostech i ve vnitrozemí. Obývá i kopcovité lesy malých neobydlených ostrovů nebo lesy poblíž zemědělských ploch, na kterých sbírá potravu. Obývá i klidné kouty semiurbánního prostředí jako jsou zákoutí klášterních zahrad, parky, sady nebo botanické zahrady.

## Biologie

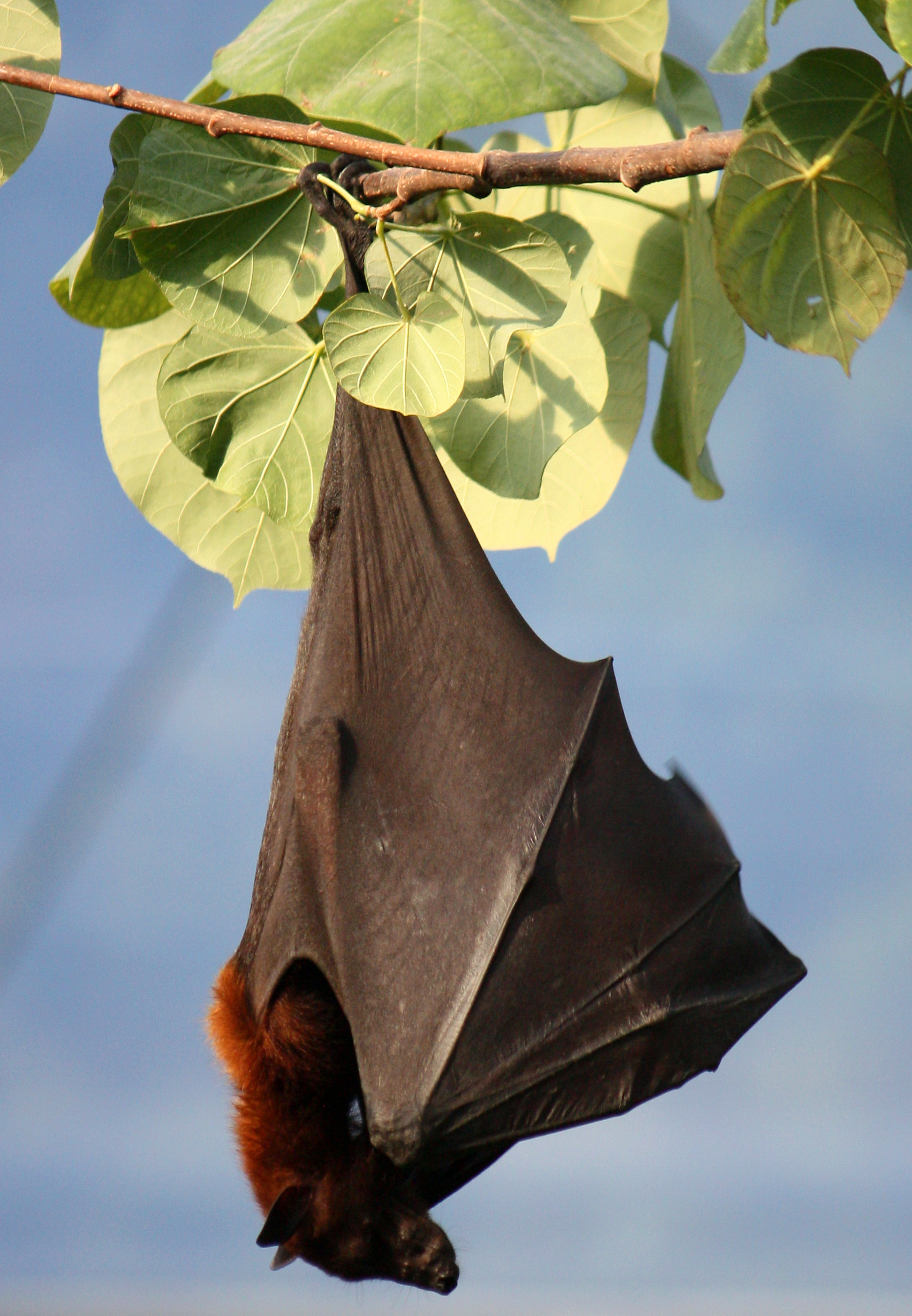
Kaloň malajský s částečně roztaženými křídly během hřadování

Kaloň malajský utváří kolonie od několika jedinců až po několik tisíc kaloňů. Kolonie bývají umístěny v otevřeném stromoví. Jedná se o nočního živočicha, co přes den hřaduje v koloniích a v noci se rozlétává za potravou. Potravní zdroje se přitom mohou nacházet i v 50km vzdálenosti od hřadoviště. Ke hřadování dochází hlavou dolů zavěšením na větev stromu s tělem obaleným křídly. V horkých dnech nicméně křídla drží dále od těla, aby se ochladil. Živí se hlavně nektarem a květy, potravu doplňuje ovocem (na Filipínách hlavně fíky) a pylem. V případě dostupnosti se může krmit u na kultivovaných plodinách jako jsou banány nebo manga, což jej někdy dostává do konfliktu se zemědělci. Jedná se o migrační druh, který následuje sezónní výskyt potravy. Může se přesouvat dokonce i přes otevřené moře. Díky svým migračním návykům je kaloň malajský považován za důležitého roznašeče semen i opylovače.
Samice vrhají typicky jedno mládě. Doba vrhů je u místních populací synchronizována do stejného období, to se však liší v závislosti na lokaci. Např. na Filipínách dochází k vrhům v dubnu a květnu. Samice mládě nosí všude s sebou prvních několik dní, načež je ponechává přes noc na hřadovišti, zatímco se rozlétá za potravou. Doba laktace trvá 2–3 měsíce.

## Ohrožení a lidé
Mezinárodní svaz ochrany přírody považuje kaloně malajského za ohrožený druh. K hlavním příčinám ohrožení patří úbytek habitatu, konkrétně fragmentace lesních stanovišť nebo kácení lesů za účelem přeměny na hospodářskou krajinu. Nejvyšší měrou se na úbytku populace však podílí lov místními obyvateli, kteří kaloně loví na maso, pro účely tradiční medicíny, pro sportovní účely nebo jako škodnou. Lov přitom může nabírat poměrně masivních měřítek, např. na Sumatře bylo zaznamenáno zabití 9000 kaloňů malajských za jedinou noc. Lov kaloňů je v některých zemích legální. Např. v pevninské části Malajsie (jih Malajského poloostrova) došlo jen mezi lety 2005–2005 k legálnímu zabití 22 tisíc jedinců. Na Borneu bylo v roce 2003 na jediné lokaci uloveno kolem 4500 kaloňů malajských během 30 dní. Hrozbu kolonií v blízkosti moře představuje i globální oteplování a s ním spojené průvodní jevy jako je stoupání hladiny moří nebo vzrůstající frekvence tajfunů. Podobně jako ostatní velcí letouni z rodu Pteropus, i kaloň malajský představuje přirozený rezervoár viru Nipah. Druh je chován v zoologických zahradách po celém světě včetně několika evropských zoo.